# 松南郊野公园
松南郊野公园是中華人民共和國上海市松江區米市渡的一個郊野公園，东至女儿泾、南至黄浦江、西起大张泾、北至北松公路和闵塔公路，总規劃占地面积23.7平方公里。一期位於米市渡，占地面积5.07平方公里，东至松卫公路、南至黄浦江、西起大张泾与松金公路、北至闵塔公路，一期公園於2019年1月開園。